# Charles Rado
Pour les articles homonymes, voir Rado.
Charles Rado, né en 1899 à Kisvárda en Hongrie, et mort le 4 octobre 1970 à New York, est un directeur d’agence photographique américain d'origine hongroise. Il est le fondateur en 1933 de l’agence Rapho à Paris.

## Biographie
Charles Rado naît en Hongrie en 1899. Son frère aîné est le psychanalyste Sándor Radó. Il commence sa carrière de photographe à Berlin, où il travaille pour les éditions Scherl et Ullstein. Contraint à un premier exil à Paris en raison de ses origines juives, il a l’idée de regrouper autour de lui ses amis photographes indépendants travaillant à la commission et non comme photographes salariés, parmi lesquels Ergy Landau et Brassaï, Yousuf Karsh,  Bill Brandt. « Rapho » (mot constitué par les premières syllabes de Rado et de photographie) est la première et la plus ancienne agence de photojournalisme en France.
Spolié de ses biens au début de la Seconde Guerre mondiale, Charles Rado s’exile aux États-Unis où il ouvre avec Paul Guillumette l’agence Rapho Guillumette Pictures,.
En 1946, il propose la direction du bureau parisien de Rapho à Raymond Grosset qui recrute de jeunes photographes parmi lesquels Robert Doisneau, Jean Dieuzaide, René Maltête, Janine Niepce, Sabine Weiss et Willy Ronis.
Charles Rado meurt le 4 octobre 1970 au  New York University Medical Center des suites d’une attaque cardiaque à l’âge de 71 ans.